# Houston Summit
Houston Summit war ein US-amerikanisches Indoor-Soccer-Franchise aus Houston, der größten Stadt des US-Bundesstaates Texas, das von 1978 bis 1980 am Spielbetrieb der Major Indoor Soccer League (MISL) teilnahm. Im Jahr 1980 wurde das Franchise nach Baltimore übersiedelt, wo es als Baltimore Blast bis zur Auflösung der MISL 1992 weitergeführt wurde.

## Geschichte
Die Geschichte von Houston Summit begann, als Earl Foreman, der ehemalige Besitzer der für zwei Spielzeiten bestehenden Washington Whips (1967–1968), der zwischenzeitlich auch als Basketballfunktionär tätig war, im Herbst 1978 die aus sechs Teams bestehende Major Indoor Soccer League, kurz MISL, gründete. Da nur zwei Monate bis zum Start der ersten Saison Zeit blieb und in dieser Zeit nicht alle Franchises eine Mannschaft formieren konnten, wussten sich zwei Franchises anders zu helfen und begannen Spieler aus der NASL zu leasen. Während sich die von 1978 bis 1984 bestehenden New York Arrows an Spielern des von 1967 bis 1980 bestehenden NASL-Franchises Rochester Lancers bedienten, aber auch einige andere Spieler unter Vertrag nahmen, darunter Hallenfußballlegende Slaviša Žungul (Steve Zungul), griff Houston Summit ausschließlich auf Spieler von Houston Hurricane zu. Dabei wurde eine Leasing-Vertrag ausgehandelt, der das neugegründete Indoor-Soccer-Franchise dazu berechtigte 15 Spieler von Houston Hurricane, sowie das Trainerteam um Cheftrainer Timo Liekoski und Assistenztrainer Jay Hoffman anzuheuern. Der Name des Franchises wurde schließlich vom drei Jahre zuvor eröffneten Veranstaltungszentrum The Summit, auch Houston Summit, der späteren Heimspielstätte des Franchises, übernommen.
Das Team war zu diesem Zeitpunkt noch im Besitz der Arena Operating Co., einer privaten Managementfirma, die das 18-Millionen-$-Gebäude, das im Besitz der Stadt Houston war, betrieb. Die Firma unter der Führung von Kenneth Schnitzer, einem weiteren US-Sportfunktionär mit Basketball- und Eishockeyaffinität, zeigte vor allem deshalb am Indoor-Soccer-Franchise Interesse, da Schnitzers zuvor betreutes Eishockeyteam Houston Aeros mit Spielbetrieb in der World Hockey Association (WHA) im Sommer 1978 aufgelöst wurde, und man nun einen Ersatz für die Winterspieltermine in der Arena suchte, was mit der Übernahme von Houston Summit gelang. Als Präsident und GM des Franchises trat in dieser Zeit der Präsident der Arena, Burrell Cohen, in Erscheinung.

### Saison 1978/79
Wie bereits die erste Saison zeigte, ging das Konzept, ein Team zu mieten, wie zu erwarten vollends auf. Während Houston Summit die Saison mit einer Bilanz von 18 Siegen und sechs Niederlagen auf dem ersten Platz der regulären Saison abschloss, rangierten die New York Arrows mit ihren ebenfalls zahlreichen NASL-Spielern und einer Bilanz von 16 Siegen und acht Niederlagen gleich dahinter auf Platz 2. Unterdessen sich die Arrows auch in den anschließenden Play-offs behaupten konnten, auf einen 9:4-Sieg über die Cincinnati Kids folgte ein 2:0-Erfolg im Finale über Philadelphia Fever, schied Summit noch im Halbfinale mit 3:6 gegen letztgenanntes Teams aus Philadelphia aus.
Mit dem finnischen Internationalen Kai Haaskivi hatte das Franchise auch einen der Torscorer der Liga in der Mannschaft, der es bis zum Ende der regulären Saison hinter Fred Grgurev von Philadelphia Fever (74 Punkte) und Steve Zungul von den New York Arrows (68 Punkte) auf 64 Scorerpunkte, bestehend aus 39 Toren und 25 Torvorlagen aus 22 Partien, brachte. Mit Paul Hammond, der abwechselnd mit Roland Skinner im Tor der Texaner agierte, konnte das Team zudem mit dem führenden Torwart der Liga aufwarten. Bei den Ehrungen zum Saisonende wurde Paul Hammond zum MISL Goalkeeper of the Year ernannt und die Feldspieler Kai Haaskivi und Ian Anderson, der in den Play-offs unter anderem kurzzeitig sogar als Torhüter in Erscheinung trat, ins MISL All-Star (First) Team of the Year gewählt. Während Paul Hammond und Stewart Jump auch ins MISL Second Team of the Year geholt wurden, wurde Trainer Timo Liekoski zudem von den Verantwortlichen zum MISL Coach of the Year gewählt. Mit einer Gesamtzuschauerzahl von 43.472 aus zwölf Partien und einem Schnitt von 3.623 Besuchern konnte das Team hinter Philadelphia Fever und den New York Arrows die drittmeisten Zuschauer mobilisieren.

### Saison 1979/80
Noch vor der nachfolgenden Spielzeit 1979/80 kam es bereits zur ersten Umstrukturierung der Liga, die auf insgesamt zehn Mannschaften in zwei vorerst unabhängigen Divisionen in Erscheinung traten, wobei die New York Arrows, Pittsburgh Spirit, die Buffalo Stallions, Philadelphia Fever und die Hartford Hellions die Atlantic Division und Houston Summit, die Wichita Wings, Detroit Lightning, die St. Louis Steamers und Cleveland Force die Central Division bildeten. Nachdem die NASL im Frühling 1979 Bestrebungen zeigte eine eigene Indoor-Soccer-Liga für den Winterbetrieb zu gründen, an dem auch das NASL-Franchise Houston Hurricane teilnehmen und deshalb die getroffene Vereinbarung zur Spielerleihe zunichtemachten wollte, ging die Liga im November 1979 mit der NASL Indoor 1979/80 an den Start. In dieser traten vorerst zehn der 24 NASL-Franchises an; Houston Hurricane war jedoch nicht dabei, setzte für diese Saison aus und verlieh seine Spieler weiterhin an MISL-Franchise Houston Summit, das ebenfalls im November 1979 in die neue Saison startete. Währenddessen zog sich Arena Operating Co. vom Fußballgeschäft zurück und verkaufte das Franchise an Bernie Rodin, einem Miteigentümer des NASL-Franchises Rochester Lancers, für eine kolportierte Summe zwischen 500.000 und 1.000.000 $.
Auch der Trainerstab wurde mit der neuen Spielzeit ausgetauscht. Timo Liekoski verabschiedete sich und wurde ein Jahr später Nachfolger von Hans Kraay senior bei den Edmonton Drillers, während Jay Hoffman noch für eine Saison bei Houston Hurricane verblieb, um dann ab 1980 Liekoski in Kanada zu unterstützen. Als Nachfolger des Finnen wählte Bernie Rodin den 33-Jährigen Kenny Cooper senior, Vater des späteren US-Internationalen und Legionär Kenny Cooper, der gerade noch selbst als Fußballspieler aktiv war und damit seine erste Stelle als Trainer übernahm. Auf dem Feld verlief es für das Team ähnlich wie in der vorhergegangenen Spielzeit 1978/79. Houston Summit kam in der regulären Saison auf eine Bilanz von 20 Siegen und zwölf Niederlagen und führte die Central Division damit überlegen an. Das Ende, wenn auch ein knapperes, ereilte das Franchise jedoch wieder in den Play-offs; nach einem 2:0-Erfolg über die Wichita Wings in den Division-Finals schied die Mannschaft mit 5:6 gegen die Erzrivalen New York Arrows, dem Sieger der regulären Spielzeit der Atlantic Division, im meisterschaftsentscheidenden Championship-Game aus.
Mit 87 Scorerpunkten, bestehend aus 51 Toren und 36 Torvorlagen aus 27 Partien, rangierte abermals Kai Haaskivi hinter Steve Zungul (136 Punkte) und Fred Grgurev (104 Punkte) auf dem dritten Platz der ligaumfassenden Scorerliste. Sepp Gantenhammer, der zu Beginn der Saison den zum Ligakonkurrenten Hartford Hellions abgewanderten Paul Hammond im Tor des MISL-Franchises ablöste, wurde wie auch schon sein Vorgänger am Saisonende als MISL Goalkeeper of the Year ausgezeichnet. Während Kai Haaskivi und Ian Anderson abermals ins MISL All-Star (First) Team of the Year gewählt wurden, war in dieser Spielzeit kein Houston-Summit-Spieler im MISL Second Team of the Year; jedoch erhielten mit Jim Pollihan und Mick Poole zwei Spieler des Franchises eine ehrenvolle Erwähnung (honorable mention). Mit einer Gesamtbesucherzahl von 33.496 und einem Schnitt von lediglich 2.094 Zuschauern hatte Houston Summit die mit Abstand wenigsten Zuseher; unerreicht: die 224.959 Zuschauer bei den St. Louis Steamers. Obgleich die sportlichen Erfolge klar sichtbar waren, blieb der finanzielle Erfolg, vor allem aufgrund der ausbleibenden Besucher, aus. Bernie Rodin veranschlagte zum Saisonende 750.000 $ an Betriebsverlusten, was dieser Ende März 1980 auch zum Anlass nahm, das Franchise für die anstehende Spielzeit 1980/81 ins Baltimore Civic Center zu verlegen.
Am 27. März 1980 erhob Houston Hurricane von NASL Anklage gegen Houston Summit Soccer, um den Umzug des Indoor-Soccer-Franchises zu verhindern, was Bernie Rodin jedoch mit einer Zahlung von 94.560 $ aus bisher unbezahlten Spielerleihgebühren und sonstigen Kosten an das NASL-Team zu verhindern wusste. Somit war der Wechsel nach Baltimore auch rechtskräftig, wobei Houston Summit in seiner jetzigen Form aufgelöst wurde und ab dem 1. Mai 1980 als Baltimore Blast in der neuen Heimat in Erscheinung trat. In weiterer Folgte sollte sich Baltimore Blast als eines der erfolgreichsten Indoor-Soccer-Franchises der 1980er Jahre erweisen. Bernie Rodin verkaufte die Mannschaft schließlich im Februar 1984 für kolportierte 2,9 Millionen $ an Nathan Scherr. Kenny Cooper senior, der bereits im letzten Jahr die Geschicke von Houston Summit leitete, wechselte mit dem Franchise nach Baltimore und war dort bis zur kompletten Auflösung des Franchises mit der Auflösung der MISL im Jahre 1992 tätig.

## Erfolge
- 2× Sieger der Regular Season der MISL: 1978/79 und 1979/80

### MISL Goalkeeper of the Year
- Paul Hammond (1978/79)
- Sepp Gantenhammer (1979/80)

### MISL All-Star (First) Team of the Year
- Kai Haaskivi (1978/79 und 1979/80)
- Ian Anderson (1978/79 und 1979/80)

### MISL Second Team of the Year
- Paul Hammond (1978/79)
- Stewart Jump (1978/79)

### Honorable Mention
- Mick Poole (1979/80)
- Jim Pollihan (1979/80)

### MISL Coach of the Year
- Timo Liekoski  (1978/79)